# Semiothisa apataria
Semiothisa apataria là một loài bướm đêm trong họ Geometridae.